# Капризы бабочки
«Капризы бабочки» — одноактный балет композитора Николая Кроткова по поэме Якова Полонского «Кузнечик-музыкант». Автор сценария и балетмейстер — Мариус Петипа; художники Михаил Бочаров (декорации) и Павел Каменский (костюмы). Балет был впервые представлен на сцене Мариинского театра 5 июня 1889 года как парадный спектакль по случаю бракосочетания Великого князя Павла Александровича с греческой принцессой Александрой Георгиевной. Премьера для широкой публики  состоялась 25 октября 1889 года. 
В первой постановке роли исполняли Варвара Никитина (Бабочка), Павел Гердт (Феникс-бабочка), Сергей Литавкин (Кузнечик),  С. И. Лукьянов (Кузнечик-гуляка), Мария Андерсон (Муха), Александр Ширяев (Паук), Сергей Легат (Соловей).

### Возобновления
- 1895: Бабочка — Л. А. Рославлева, Феникс-бабочка — Н. Г. Легат, Кузнечик — Э. Чеккетти, Кузнечик-гуляка — С. И. Лукьянов, Муха — О. И. Преображенская, Паук — А. В. Ширяев, Соловей — С. Г. Легат[2].
- 1898: Бабочка — О. И. Преображенская[2].
- 1910: постановщик Н. Г. Сергеев; Бабочка — М. Ф. Кшесинская, позднее Т. П. Карсавина и Е. М. Люком[2].
- 23 апреля 1922: балетмейстер А. И. Чекрыгин по М. И. Петипа[2].

## Критика
Театральный критик А. Н. Плещеев писал, что декорации и костюмы балета, отличающиеся вкусом и оригинальностью, а также музыка Н. С. Кроткова «производили вполне приятное впечатление». Роль Бабочки, по мнению Плещеева, очень шла В. А. Никитиной, а её адажио с П. А. Гердтом он причислял к шедеврам классических танцев. Газета «Петербургский листок» особо отмечала качество вкус и оригинальность костюмов и декораций балета.
Балетовед А. Л. Волынский высоко оценивал исполнение партии Бабочки О. И. Преображенской: «Быстро плетёт она кружево балетных па с чутьём ритма, составляющим отличительную особенность её таланта. Проходя через величайшие технические трудности, артистка ни на секунду не отстаёт от мелодии оркестровой музыки. При этом всё на месте, рисунок танца удивительно верен и точен. Ни одна деталь не пропущена, не уронена в вихре нарастающего движения».